# 鷲田小彌太
鷲田 小彌太（鷲田 小弥太、わしだ こやた、1942年（昭和17年）3月13日 - ）は、日本の哲学者。札幌大学名誉教授。

## 来歴
北海道札幌郡白石村字厚別（現札幌市厚別区）生まれ。実家は雑貨商で、祖父彌太郎は白石村村長（1937～41年）。札幌市立信濃小学校、札幌市立平岸中学校、北海道札幌南高等学校を卒業。1966年（昭和41年）に大阪大学文学部哲学科（倫理学教室）卒業、1972年（昭和47年）に同大学大学院博士課程単位取得満期退学。
1975年（昭和50年）津市立三重短期大学専任講師（法哲学）、1976年（昭和51年）に同助教授、1980年（昭和55年）に同教授。1983年（昭和58年）札幌大学教養部教授、1995年同経済学部教授。2012年に定年退任、名誉教授。
マルクス、ヘーゲル、スピノザを研究、哲学・倫理学を専攻しその分野の著作を多く刊行する。だが80年代末、『昭和思想60年』『吉本隆明論』『天皇論』等の執筆によってマルクス主義を「清算」する。同時期、谷沢永一の影響等を受け読書論を執筆、書評を精力的におこなう。
1991年（平成3年）に『大学教授になる方法』がベストセラーとなり、それ以降は人生論や勉強法などについての著作を多数上梓している。
主著は『昭和思想60年』『現代思想』『人生論』『日本人の哲学』（全5巻全10部）など。2019年（令和元年）『福沢諭吉の事件簿』ⅠⅡⅢで時代小説に挑戦した。
長沼町の過疎地に30年余在住、その間、1988～97年（昭和63～平成5年）厚生福祉法人長沼陽風会理事長（ボランティア）を務める。2017年（平成29年）山を下り、郷里厚別に戻る。

## 著書

### 1980年代まで
- 『ヘーゲル『法哲学』研究序論』新泉社 1975
- 『現代唯物論哲学ノート』晃洋書房 1976
- 『マルクス・法哲学批判序説』新評論 1978
- 『哲学史の可能性 一つの若きマルクス論』新泉社 1980
- 『書評の同時代史 一読入魂レポート』三一書房 1982
- 『哲学の構想と現実 マルクスの場合』白水社 1983
- 『矩形の鏡』青弓社 1983
- 『何を読んだらいいか 読書論の周辺』三一書房 1984
- 『書解・現代マルクス主義』青弓社 1984
- 『イデオロギーの再認 文化の総体理論に向けて』白水社 1985
- 『昭和思想史60年』三一書房 1986
- 『スピノザの方へ 人間と人間の自然をもとめて』三一書房 1987
- 『現代思想論 ポスト・人類史の時代に』三一書房 1988
- 『脳死論 人間と非人間の間』三一書房 1988
- 『野呂栄太郎とその時代』北海道新聞社 (道新選書)　1988
- 『ある地方博の死 世界・食の祭典'88の検証』亜璃西社 1988
- 『天皇論』三一書房 1989
- 『書物の戦場』三一書房 1989

### 1990年-1995年
- 『吉本隆明論 戦後思想史の検証』三一書房 1990
- 『大学教授になる方法』青弓社 1991 のちPHP文庫
- 『いま社会主義を考える―資本主義の臨界点としての社会主義』三一新書 1991
- 『昭和思想全史』三一書房 1991
- 『大学教授になる方法 実践篇』青弓社 1991 のちPHP文庫
- 『知的生活を楽しむ小論文作法―高校生からの小論文』三一新書 1992
- 『哲学がわかる事典 読みこなし使いこなし自由自在』日本実業出版社 1992 のちPHP文庫
- 『自分で考える技術―現代人のための新哲学入門』PHP研究所 1993 のち文庫 のち新書
- 『日本資本主義の生命力』青弓社 1993
- 『大学「自由化」の時代へ―高度教育社会の到来』青弓社 1993
- 『若者論―次世代の実力をさぐる』学習研究社 1993
- 『現代思想キイ・ワード辞典』編著 三一新書、1993
- 『書物の快楽』三一書房 1993
- 『考える力の冒険―自分と向きあう哲学ノート』PHP研究所 1994
- 『倫理学講義　「生きる力」の潜在力を引きだす倫理学のダイナミズム』三一書房 1994
- 『哲学を知ると何が変わるか』講談社 1994 のち文庫
- 『大人の教養教えます』東洋経済新報社 1994 「教養論」と改題、PHP文庫
- 『時代を考えるヒント』五月書房 1994
- 『思考練習―知的生活を楽しむ読書作法』三一新書 1995
- 『自分で学ぶひと』五月書房 1995
- 『人間の条件―平成教養講座』三一書房 1995
- 『現代知識人の作法』青弓社 1995
- 『情報の達人・知の達人 フツーの人のための教養革命』PHP研究所 1995
- 『過疎地で快適に生きる方法』学習研究社 1995

### 1996年-1997年
- 『思考の技術・発想のヒント』日本実業出版社 1996 のちPHP文庫
- 『戦後思想講義 平成教養講座』三一書房 1996
- 『思考力を高める読書の技術』日本実業出版社 1996
- 『「自分の考え」整理法 頭を軽快にする実践哲学講座』PHP研究所 1996 のち文庫
- 『パソコン活用思考術』学習研究社 1996
- 『現代思想 1970～2001』潮出版社 1996
- 『「本」はこう買え!こう読め!こう使え!―鷲田流役立つ読書術』大和書房 1996
- 『哲学の発想とパソコンの思考』日本実業出版社 1996
- 『日本人のための論理的思考とは何か』日本実業出版社 1997
- 『説得力を高める思考術 能力主義の時代を軽快に生きる哲学』PHP研究所 1997 のち文庫
- 『知的生活の新技術―探究・浪費・教養の快楽』三一新書 1997
- 『学ぶことの法則』丸善ライブラリー 1997
- 『論理力をつける』日本経済新聞社 1997 「論理的思考を身につける本」日経ビジネス人文庫
- 『講義・マルクスとマルクス主義』三一書房 1997
- 『隠者の楽しみ―新・仕事人間の哲学』青春出版社 1997
- 『新・学問のすすめ―超・情報化社会の知の活用術』マガジンハウス 1997
- 『欲望の哲学』講談社 1997
- 『10年後の「幸福」を考える技術 福祉の時代をどう生きるか』PHP研究所 1997
- 『おとなの哲学 こどもの哲学―現代を軽快に生きる技術』大和書房 1997
- 『司馬遼太郎。人間の大学』PHP研究所 1997 のち文庫
- 『知の技術者宣言―20世紀の発想法・思考法は捨てよ!』青春出版社 1997

### 1998年-2000年
- 『平成教養講座 福祉倫理学講義』三一書房 1998
- 『大学で学ぶべきこと、学ばなくてよいこと』PHP研究所 1998 のち文庫
- 『他人から評価される人、されない人 自分の値段を高める思考術』PHP研究所 1998 のち文庫
- 『社会に出てから役に立つ考え方―鷲田流「人間通」になれる本』大和書房 1998
- 『哲学詞華集―いまを深く生きるための名言・名句』PHP研究所 1998
- 『嫉妬の人間学』潮ライブラリー 1999
- 『鷲田小弥太のよくわる哲学のはなし』東京書籍 1999
- 『自分を深めろ!人生を拓け!―漱石の仕事論に学ぶ』大和書房 1999
- 『日本人のための歴史を考える技術』PHP研究所 1999
- 『入門・論文の書き方』PHP新書 1999
- 『知的生活社会に生きるアナタのための研究的生活の方法』東洋経済新報社 1999
- 『柳田国男―柳田民俗学と日本資本主義』三一書房 1999
- 『自分を深く掘る「仕事術」』PHP研究所 1999
- 『日本7つの危険』PHP研究所 1999
- 『時代小説にみる親子もよう』東京書籍 2000
- 『知的に生きるための思考術 人生の問題を解決する50のキーワード』PHP研究所 2000
- 『人生くねくね道の歩き方』サンマーク出版 2000
- 『苦手な人間関係がラクになる―自分力がつく35の知恵』海竜社 2000
- 『まだまだ役立つ思想入門―こんなとき、こう考える』大和書房 2000
- 『時間をぜいたくに使う技術―知的浪費生活のすすめ』双葉社 2000
- 『自分のやりたいことを見つける技術』ダイヤモンド社 2000 「20代でやりたいことを見つける技術」PHP文庫
- 『知的インターネット生活術　<知恵の生活>に革命がはじまった』中経出版 2000
- 『時代小説の快楽』五月書房 2000
- 『シンプルマインドのすすめ』東洋経済新報社、2000
- 『「知」の勉強術―大学時代に何を学ぶか』ワニのNEW新書　ベストセラーズ、2000
- 『倫理がわかる事典―読みこなし使いこなし活用自在』日本実業出版社、2000
- 「やりたいこと」がわからない人たちへ』PHP研究所 2001 のち文庫

### 2001年-2003年
- 『哲学ドリル―あなたの思考回路をトレーニング』すばる舎 2001
- 『常識力で書く小論文』PHP新書 2001
- 『自分をまもる頭の使い方』PHP研究所 2001
- 『自分を高める表現の技術』ダイヤモンド社 2001
- 『Eureka!哲学がわかった!』日本実業出版社 2001
- 『新・大学教授になる方法』ダイヤモンド社 2001
- 『日本とはどういう国か』五月書房 2002
- 『はじめての哲学史講義』PHP新書 2002
- 『定年と読書―知的生き方をめざす発想と方法』文芸社 2002　のち文庫
- 『定年後に1から始めて一流学者になる方法』青春出版社 2002
- 『「論理的」に考える練習』PHP研究所 2002 「論理思考トレーニング」文庫
- 『大人のための議論作法』PHP新書 2002
- 『ビジネスマンのための21世紀大学 通勤電車が大学になる!!』総合法令出版 2002
- 『「深く考える」できる人の思考法―思考力を身につける鍛え方』青春出版社 2002
- 『分かる使える思考法事典―アイディアを生み出し、形にする50の技法』すばる舎　2003
- 『人生を生き直すための哲学』文芸社 2003
- 『試してみることで人生は開ける』PHP研究所 2003
- 『スピードシンキング―頭に9つの「劇的ショック」が起きる!』三笠書房 2003
- 『倫理学の時間―「何が正しいのか」わからなくなった人たちへ』PHP研究所 2003
- 『北海道・5年後こうなる。』PHP研究所 2003
- 『「できない」「やれない」と考えてしまうあなたへ』PHPエディターズ・グループ 2003
- 『学生時代、学ばなかった君へ―学びの法則』丸善 2003

### 2004年-2006年
- 『できるヤツは3分割で考える―応用自在の「最適最速」思考法』すばる舎 2004
- 『奇跡の温泉宿－本物のサービス経営』すばる舎 2004
- 『「説明力」のある凡人は、天才に勝つ!』あ・うん 2004
- 『「本の定番」ブックガイド アナタが読むべき名著が一目でわかる』東洋経済新報社 2004
- 『学者の値打ち』ちくま新書 2004
- 『昭和史の授業』PHP研究所 2004
- 『ローマ人の処世術 人生の苦しみに負けない言葉』PHPエディターズ・グループ 2004
- 『超要約で世界の哲学を読む』PHP研究所 2004
- 『28歳までに人生の目的を見つける方法』海竜社 2004
- 『コンプレックスに勝つ人、負ける人』PHP新書　2005
- 『図解雑学　倫理』ナツメ社 2005
- 『つっぱれ日本人!』柏艪舎 2005
- 『すぐに使える!哲学 恋愛、仕事から生と死の問題までスッキリ解決!』PHP研究所 2005
- 『大事なことだけを考える技術』ダイヤモンド社 2005
- 『哲学的毒舌のすすめ 頭の回転の早い人バカウケする人個性豊かな人はみ～んな、毒舌の名人!?』すばる舎 2005年
- 『鷲田小彌太《人間哲学》コレクション』彩流社
  - 1 「戦後思想」まるごと総決算 世界レベルの思想とはなにか  2005
  - 2 働かない身体 新福祉倫理学講義 2005
  - 3 漱石の「仕事論」人生、窮まれば仕事 2005
  - 4 現代思想の「練習問題」 2005
  - 5 老後に備えない新哲学 2006
  - 6 時代小説に学ぶ人間学 寝食を忘れさせるブックガイド 2007
  - 7　反哲学・入門編 2009
- 『社会人から大学教授になる方法』PHP新書 2006
- 『とっとdeさっさ』ロングセラーズ 2006
- 『近代西欧社会哲学の精髄 ヘーゲル、マルクスからスピノザへ』彩流社 2006
- 『哲学教授が読み解くヤレる女、ヤレない女』ロングセラーズ 2006
- 『自分で考えることができる人、できない人 哲学者は知っている 頭を鍛える思考トレーニング77題』PHP研究所 2006年
- 『まず「書いてみる」生活 「読書」だけではもったいない』祥伝社新書 2006 のち文芸社文庫

### 2007年-
- 『人生の哲学 哲学的幸福論』海竜社 2007
- 『夕張問題』祥伝社新書 2007
- 『昭和の思想家67人』PHP新書 2007
- 『ヘーゲルを「活用」する! 自分で考える道具としての哲学』彩流社 2007
- 『あの哲学者にでも聞いてみるか ニートや自殺は悪いことなのか』祥伝社新書 2007
- 『男の老後力』海竜社 2008  「定年と幸福」文芸社文庫
- 『考えることが苦手な人たちへ 10代からのプチ哲学のすすめ』こう書房 2008
- 『生きた哲学の課外授業』ヌース出版 2008
- 『ビジネスマンのための時代小説の読み方』日経ビジネス人文庫 2008
- 『シニアの読書生活』エムジー・コーポレーション 2008　「定年と読書」文芸社文庫、のち原題に戻す
- 『人生は四十代からの勉強で決まる』海竜社 2009
- 『「佐伯泰英」大研究』日経ビジネス人文庫　2009
- 『日本を創った思想家たち』PHP新書　2009
- 『坂本竜馬の野望 33年の生涯とその時代』PHP研究所 2009
- 『女50歳からの知的生活法』海竜社 2010
- 『司馬遼太郎を「活用」する! 司馬作品が教えてくれる生き方・考え方』彩流社 2010
- 『イラスト・哲学「仮想(ヴァーチャル)」大討論会 もし古今の哲学者20人が時空を超えて重要問題を議論したら』彩流社　オフサイド・ブックス 2010
- 『日本人の哲学 江戸期の主脈』札幌大学附属総合研究所booklet　2010
- 『晩節を汚さない生き方』PHP新書　2010
- 『もし20代のときにこの本に出会っていたら 後悔しないための読書』文芸社　2011　『シニアのための「反」読書論』文庫
- 『鷲田小彌太書評集成 1(1983-1990) (甦る1980年代)』言視舎　2011
- 『鷲田小彌太書評集成 2(1991-1997) (失われざる1990年代)』言視舎　2011
- 『理想の逝き方 あの有名人101人にみる』PHP文庫　2012
- 『こんな大学教授はいりません 「淘汰の時代」に求められる人材』言視舎 2012
- 『日本人の哲学 1 (哲学者列伝)』言視舎 2012
- 『時代小説で読む!北海道の幕末・維新 歴史を愉しむブックガイド』亜璃西社 2013
- 『父は息子とどう向き合うか』PHP研究所 2013
- 『日本人の哲学 2 (文芸の哲学)』言視舎 2013
- 『鷲田小彌太書評集成 3（1998-2010）日本と日本人の21世紀』言視舎 2013
- 『「自分」で考える技術』PHP研究所 2014
- 『どんな論文でも書けてしまう技術 1億人の「知的生産」講座』言視舎 2014
- 『日本人の哲学 3 (政治の哲学/経済の哲学/歴史の哲学)』言視舎 2014
- 『日本人の哲学 5 (大学の哲学/雑知の哲学)』言視舎 2015
- 『寒がりやの竜馬 幕末「国際関係」ミステリー』言視舎 2015
- 『ヒルティ老いの幸福術』海竜社 2015
- 『死ぬ力』講談社現代新書 2016
- 『山本七平』言視舎評伝選　2016
- 『日本人の哲学 4(自然の哲学/技術の哲学/人生の哲学)』言視舎 2017
- 『超･倫理学講義』言視舎　2017
- 『最終版　大学教授になる方法』言視舎　2017
- 『四〇歳からはじめる最強の勉強法』海竜社　2017
- 『日本人の哲学　名言１００』言視舎　2017
- 『大コラム　平成思潮』言視舎　2018
- 『大コラム　平成思潮　後半戦』言視舎　2018
- 『どんな大学に入ってもやる気が出る本』言視舎　2019
- 『福沢諭吉の事件簿　ⅠⅡⅢ』言視舎　2019
- 『知的読解力　養成講座』言視舎　2020
- 『「重層的非決定」吉本隆明の最終マナー』言視舎　2020
- 『三宅雪嶺　異例の哲学』言視舎　2021
- 『哲学的人生相談』言視舎　2022
- 『世界史の読み方　認識を刷新する4つの論点』言視舎　2022
- 『読書原論　21世紀の読書=忘れる読書』　言視舎　2023

### 共編著
- 『吉本ばなな神話』三井貴之共著 青弓社 1989
- 『クロネコbook倶楽部』中田美知子共著 青弓社 1991
- 『21世紀の世界をさぐる―マルクス主義を超えて』長谷川慶太郎共著、学習研究社 1992
- 『現代思想がわかる事典 読みこなし使いこなし自由自在』編著　日本実業出版社、1994
- 『論文レポートはどう書くか テーマの決め方から文章上手になるコツまで』広瀬誠共著、日本実業出版社、1994年
- 『論争を快適にする30の法則』廣瀬誠共著　PHP研究所 1998
- 『一流の勉強術―勉強が面白くなる53の具体例』中谷彰宏共著、ダイヤモンド社、2001
- 『鷲田小弥太の海外留学入門』堀川哲、アルバート・ピアセント共著、東洋経済新報社 2002
- 『日常生活に哲学は必要だ』三浦朱門共著、致知出版社 2003
- 『これ一冊でわかる!「大学」活用術』江藤茂博共著 松柏社 2005
- 『40歳からの飛躍力 伸びる人はここがちがう』ハイブロー武蔵共著 総合法令出版 2005
- 『なぜ、北海道はミステリー作家の宝庫なのか?』井上美香共著 亜璃西社 2009
- 『論語の学校』（入門編）江藤茂博編　研文社　2018
- 『イノベーションの大地　北海道』井上美香共著　言視舎　2018
- 『文学部のリアル　東アジアのリアル』新典社　2019　*Ⅳで「文学部とは何か?」を執筆
- 『谷沢永一二巻選集下　精撰人間通』言視舎　2016　*上文学論　編者上西和彦

### 翻訳
- ゲ・ヴェ・プレハーノフ『マルクス主義の根本問題』福村出版 1974（独訳より重訳）